# Live Rails
Live Rails je koncertní album Stevea Hacketta, vydané v roce 2011.

## Seznam skladeb
| Disk 1 | Disk 1             | Disk 1 |
| Pořadí | Název              | Délka  |
| ------ | ------------------ | ------ |
| 1.     | Intro              | 2:18   |
| 2.     | Every Day          | 6:51   |
| 3.     | Fire on the Moon   | 6:17   |
| 4.     | Emerald and Ash    | 9:00   |
| 5.     | Ghost in the Glass | 3:23   |
| 6.     | Ace of Wands       | 6:48   |
| 7.     | Pollution C        | 2:21   |
| 8.     | The Steppes        | 6:01   |
| 9.     | Slogans            | 4:22   |
| 10.    | Serpentine         | 6:43   |
| 11.    | Tubehead           | 6:06   |

| Disk 2         | Disk 2                  | Disk 2 |
| Pořadí         | Název                   | Délka  |
| -------------- | ----------------------- | ------ |
| 1.             | Spectral Mornings       | 5:58   |
| 2.             | Firth of Fifth          | 10:39  |
| 3.             | Blood on the Rooftops   | 6:31   |
| 4.             | Fly on a Windshield     | 2:07   |
| 5.             | Broadway Melody Of 1974 | 1:47   |
| 6.             | Sleepers                | 7:32   |
| 7.             | Still Waters            | 5:31   |
| 8.             | Los Endos               | 7:44   |
| 9.             | Clocks                  | 8:05   |
| Celková délka: | Celková délka:          | 115:55 |

## Sestava
- Steve Hackett – kytara, zpěv
- Nick Beggs – baskytara, Chapman Stick, zpěv
- Roger King – klávesy
- Amanda Lehmann – kytara, zpěv
- Gary O'Toole – bicí, perkuse, zpěv[3]
- Rob Townsend – perkuse, saxofon, zpěv